# Villa Renatico Martini

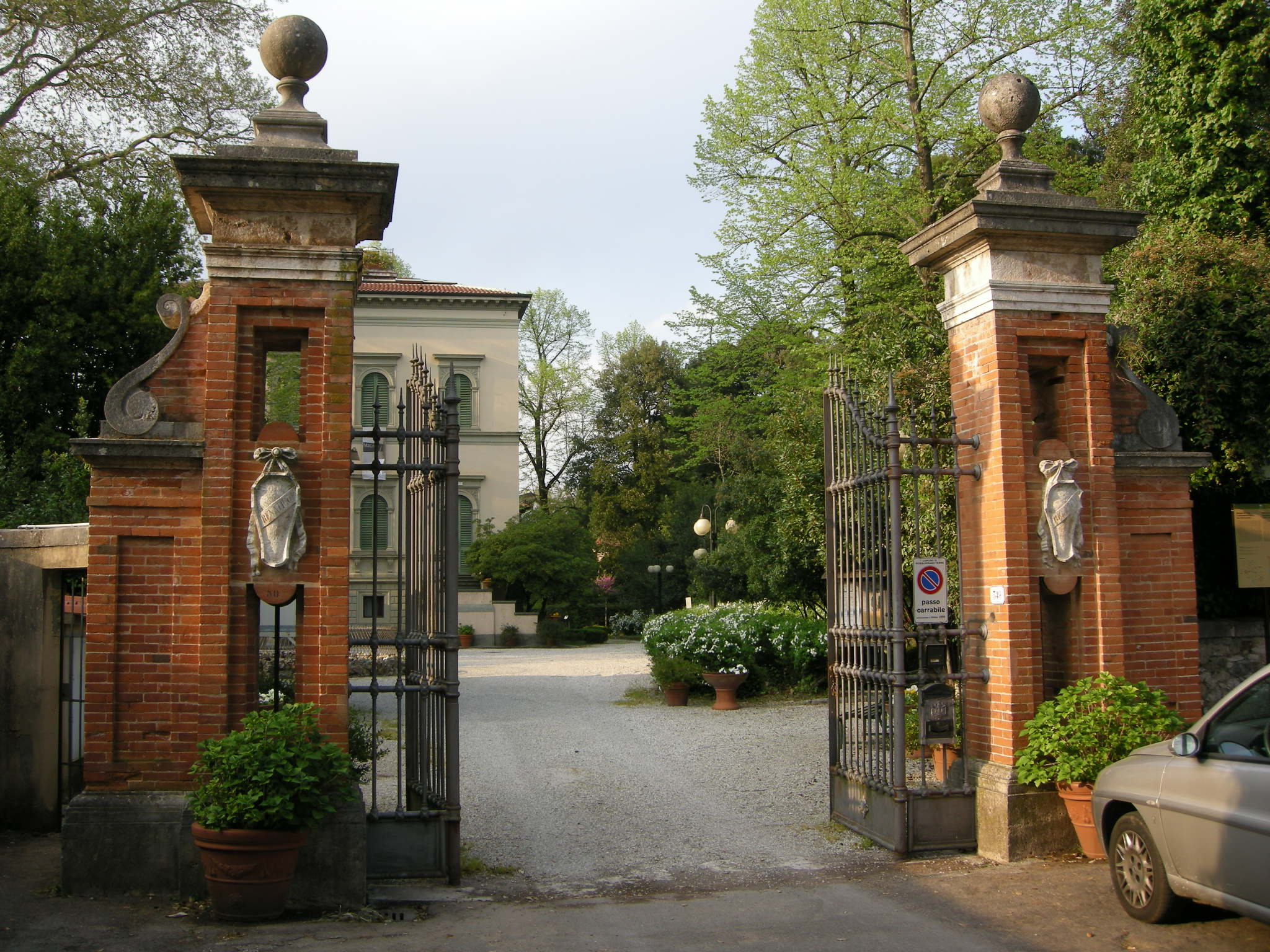
L'ingresso del parco

Villa Renatico Martini, o anche solo Villa Martini, si trova a Monsummano Terme in via Gragnano, in località detta Renatico. La villa è oggi di proprietà pubblica ed ospita il Museo di Arte Contemporanea e del Novecento.

## Storia e descrizione
La villa risale al 1887, quando venne fatta erigere dal giornalista e statista Ferdinando Martini, originario di Monsummano. L'edificio ha forma di grande parallelepipedo, con tre facciate (nord, ovest e sud) arricchite da esuberanti scalinate esterne in stile neorinascimentale.
La fascia del basamento ha un paramento a bugnato, mentre quelle superiori, del piano nobile e del secondo piano, hanno cornici marcapiano e finestre ad arco entro cornici rettangolari in pietra serena, che riprendono lo stile delle ville toscane tradizionali. Sul lato est si apre una grande trifora con archi a tutto sesto e oculi.
Le scale esterne, che mettono in comunicazione con il parco, sono cinque, tra le quali quella sulla facciata principale è a doppia rampa.

## Il parco
Il parco che circonda la villa, pianeggiante davanti alla villa e in declivio verso valle, venne concepito sia come luogo ameno, con aiuole fiorite, sia come collezione dendrologica, con alberi ad alto fusto (soprattutto platani, tigli, lecci), specie esotiche e piante ornamentali, come alloro e piante da fiore.